# Dorenbeck
Dorenbeck ist ein wüst gefallener Ort in der Nähe von Schmallenberg im Hochsauerlandkreis (Nordrhein-Westfalen). Seine genaue Lage ist in den Quellen nicht überliefert. 
Vermutlich lag der Ort in der Dornbecke, im Grafschafter Tal, etwa eineinhalb Kilometer von Schmallenberg entfernt. Ein bezeugtes Lehngut der Edelherren von Grafschaft hatte hier als bewohnte Hofstelle im 13. und möglicherweise auch noch im 14. Jahrhundert Bestand. Erste urkundliche Erwähnungen über den Grundbesitz gab es in einer Urkunde von 1375; das Kloster Grafschaft kaufte dort Wiesen und Ländereien, die bislang der Claus Bochem zu Schmallenberg nutzte. Der Richter zu Warstein bezeugte 1413, dass Hermann Orten und Hinrich Semenich, eyn Gut dat geheyten ist dey Durnbeke vnde ghelegen is twysschen Grasschap vnde der Smalenborg mit Zustimmung des verstorbenen Lehnsherrn Ritter Johannes von Grafschaft, verkauften.
Der Ort ist wie viele andere Orte im späten Mittelalter dem großen Wüstungsprozess zum Opfer gefallen. Es hat sich dabei wohl um einen schleichenden, langsamen Vorgang gehandelt. Dieser setzte um 1300 ein. Möglicherweise dauerte dieser Prozess noch bis in die Mitte des 15. Jahrhunderts.  Der Untergang dieser stadtnahen Siedlung ist vermutlich mit der Entwicklung des städtischen Mittelpunktes von Schmallenberg verbunden. Ein weiterer Grund waren Pestepidemien und das Bedürfnis der Bewohner, in der Stadt Schutz zu suchen.